# 1 E9 s
- 109 s 미만
- 1 기가초 = 32년
- 79.4년 - 대한민국 사람의 평균 수명(2008년 기준).
- 84년 -- 천왕성의 공전주기.
- 100년 -- 한 세기 = 3.16 × 109 초
- 120년 -- 인간의 예측 최대 수명(만 120세).
- 158년 -- 현재 생존해 있는 사람 중에 가장 나이가 많은 사람의 나이.
- 165년 -- 해왕성의 공전주기.
- 187년 -- 가장 오래 산 사람의 수명.
- 247.7년 -- 명왕성의 공전주기.
- 10 기가초 = 320년
- 1010 s 이상